# Дистель (узел)
Ди́стель (англ. Distel Hitch) в арбористике — схватывающий однонаправленный узел, который завязывают репшнуром диаметром 7—8 мм вокруг 9—14 мм основной верёвки, обеспечивая тем самым самостраховку арбориста. Работает только при направлении тяги вниз. Основой узла Дистеля является выбленочный узел, усиленный дополнительными оборотами.
Узел Дистеля, используемый арбористами для подъёма и удержания на верёвке, — отличен от «морского» узла «задвижной штык», который применяли на флоте. Узел Дистеля арбористы завязывают серединой отрезка репшнура, используя оба конца для тяги на основной верёвке (или концом самой же мягкой и толстой арбористской верёвки), а «задвижной штык» моряки завязывают ходовым концом тонкого троса на конце толстого каната, и для тяги используют лишь один конец троса, а если узел завязывают ходовым концом паракорда на коренном конце, образуя регулируемую петлю, тогда такой узел в туризме называют «палаточным».

## Способ завязывания
1. Сшить петли (или завязать «восьмёрку», или «баррел») на концах отрезка репшнура.
2. Вщёлкнуть конец в карабин и приложить к верёвке.
3. Сделать 5 оборотов сверху и 1 оборот снизу верхним концом.
4. Прощёлкнуть конец в карабин также[11].

## Признаки
Плюсы
- Узел может быть завязан верёвкой равного диаметра с основной верёвкой или концом самой же основной верёвки
- Узел может быть завязан даже на верёвке под натяжением

Минусы
- Работает только при направлении тяги вниз[8]

## Применение
В арбористике
- В арбористике узел Дистеля применяют для подъёма по верёвке и удержания на ней

В альпинизме
- В альпинизме узел Дистеля может быть применён для самовылаза из ледовой трещины